# Брашовское восстание
Восстание в Брашове (рум. Revolta de la Brașov) — стихийное массовое выступление, рабочая забастовка и демонстрация в румынском городе Брашов 15 ноября 1987 года. Было направлено против режима Николае Чаушеску, правления РКП и социально-экономической политики правительства СРР. Подавлено силами Секуритате и милиции. Стало предвестием Румынской революции 1989 года. В современной Румынии считается актом народного протеста против диктатуры.

## Румынский кризис конца 1980-х
Вторая половина 1980-х в СР Румыния являлась периодом обострения социально-политического и экономического кризиса. В стране ширилось недовольство бюрократическим правлением Румынской компартии (РКП), единоличной диктатурой и культом личности генерального секретаря РКП президента СРР Николае Чаушеску, тотальным контролем службы госбезопасности Секуритате, массовой бедностью населения.
С 1982 партийно-государственное руководство проводило жёсткую социально-экономическую политику, ориентированную на ускоренный возврат полученных ранее на Западе кредитов. Было введено рационирование продовольствия, лимитирование топлива и электроэнергии. Из-за нехватки продуктов зачастую их невозможно было приобрести даже по талонам. Официальное обоснование выдвинул личный врач Чаушеску Юлиан Минку: он инициировал «программу рационального питания», в соответствии с которой объявлялось вредным потребление более 3000 калорий в день, мяса полагалось по одному килограмму в месяц на человека. В качестве продуктов широко внедрялись суррогаты.
Этот курс был инициирован Чаушеску с сугубо политическими целями. Геополитические амбиции румынского лидера, его планы создать под своей эгидой новый мировой центр силы требовали полной финансово-экономической самостоятельности. Однако в обществе эта политика не воспринималась как национальная задача (взятые кредиты в значительной степени использовались на столь же амбициозные проекты Чаушеску внутри страны). Румыны видели в происходящем только плановое ограничение потребления, поставившее на грань нищеты значительную часть населения страны. Этот курс вызывал возражения даже в верхушке — Чаушеску отстранил от власти премьер-министра Илие Вердеца, заменив его полностью лояльным Константином Дэскэлеску.
Резко снизились реальные зарплаты. Социальные бедствия особенно сильно ударили по рабочему классу. Они ощутились даже на крупных промышленных предприятиях, работники которых ранее были поставлены в относительно приемлемое положение. Это привело к серии народных выступлений, которые обычно принимали форму рабочих бунтов. В сентябре 1983 беспорядки в Марамуреше подавлялись силовой операцией. В 1986 вспыхнули забастовки на заводе холодильного оборудования в Клуж-Напоке и на стекольной фабрике в Турде. феврале 1987 года — в Яссах, втором по величине городе страны. Важным промышленным центром являлся Брашов, где расположены несколько крупных машиностроительных предприятий. Политика властей означала для брашовских рабочих серьёзные материальные потери при жёстком индустриальном ритме и строгой трудовой дисциплине.
Власти отвечали массированной пропагандой и ужесточением репрессивной политики. Практически вся власть сосредоточилась в узком круге верхушки — Николае и Елена Чаушеску, их сын Нику, военный советник Чаушеску Ион Динкэ, министр внутренних дел Тудор Постелнику, секретари ЦК Эмиль Бобу и Маня Мэнеску, доверенный генерал Секуритате Эмиль Макри.
В воскресенье 15 ноября 1987 в СРР проходили выборы в местные органы власти — фактически ритуальное утверждение кандидатов РКП депутатами местных советов. В Брашове соответствующий список возглавлял секретарь жудецкого комитета РКП, примар города Думитру Каланча. Первым секретарём — носителем высшей власти в городе и жудеце — являлся бывший министр машиностроительной промышленности Петре Преотяса.

## Бунт рабочих Брашова

### Социально-протестный этап
Днём раньше, 14 ноября, выдавалась зарплата на заводе Steagul Roșu (Красный флаг) — предприятии по производству грузовых автомобилей. Рабочие с возмущением обнаружили 50%-ные вычеты под предлогом «социальных удержаний». Некоторые не получили денег вообще. Впоследствии стало известно, что указание о вычетах поступило из Бухареста несколькими месяцами ранее и было завизировано в Брашове первым секретарём комитета РКП и начальником управления Секуритате.
Дирекция высокомерно отказалась объясниться. Главный инженер Валериу Геласе выразил понимание, но предупредил рабочих, что любой протест может быть интерпретирован как уголовно наказуемое «подстрекательство к забастовке». Очагом протеста сделался заводской участок 440. На предприятии спонтанно началась забастовка — ночная смена не вышла на рабочие места.
Утром 15 ноября к забастовке присоединились рабочие первой смены. Около четырёхсот человек собрались на стихийный митинг в заводском дворе. Страсти накалялись. Были разбиты окна в дирекции, возмущённые рабочие прорвались в кабинет заводского парткома. Зазвучала песня Пробудись, румын! — революционный гимн 1848, созданный как раз в Брашове. Рабочие подняли национальные знамёна (заготовленные в парткоме к торжественной церемонии голосования), но при этом осознанно не стали брать партийные красные флаги с серпом и молотом.
Около 11 утра по местному времени рабочие под национальными флагами с пением «Пробудись, румын!» двинулись к зданию Брашовского комитета РКП. По пути к ним присоединялись многие жители Брашова, толпа постепенно возросла до нескольких тысяч. Первоначальная цель заключалась в том, чтобы встретиться с Преотясой, предъявить ему социальные требования и потребовать объяснений. Демонстранты скандировали: Верните наши деньги! Нам нужны пища и тепло! Нам надо кормить детей! Требуем хлеба без карточек! Но настроения быстро менялись в сторону радикализации.

### Политико-погромный этап
В центре города к демонстрации примкнули рабочие других заводов, прежде всего подшипникового Rulmentul Brașov, тракторного UTB, автомеханического Hidromecanica, а также группа студентов, из которых наиболее активны были учащиеся лесотехнического факультета. Общая численность манифестантов достигла 10 тысяч. Социальные лозунги сменились политическими: Долой тирана Чаушеску! Долой диктатуру! Долой коммунизм!
Первый секретарь Преотяса распорядился организовать группу партийных активистов, которым надлежит блокировать движение демонстрантов. Сделать этого не удалось. Остановить рабочих попыталась Мария Чебук — секретарь по пропаганде комитета РКП, известная в городе фанатичной преданностью Чаушеску. Она обрушилась на демонстрантов с оскорблениями и угрозами. В ответ её толкнули, она чуть не упала, но один из вожаков движения прикрыл Чебук от толпы.
Попытка разговора с Думитру Каланчой также не удалась. Партсекретарь-примар угрожал рабочим «отправить в долину Жиу» — после шахтёрской забастовки 1977 года в этом регионе был установлен жёсткий административно-карательный режим, имевший черты лагерного. Потом, видя резкий настрой толпы, стал отвечать расплывчато и невнятно. Тогда, выломав двери, толпа ворвалась в здание Брашовской жудецкой администрации, совмещённое со штаб-квартирой жудецкого комитета РКП. Здесь с утра готовился банкет по случаю «победы на выборах». Протестующие увидели сервированные столы, заваленные деликатесами (салями, сыр, бананы, апельсины, пепси) — при том, что для обычного человека проблемой являлась даже покупка хлеба после часовой очереди. Это вызвало вспышку гнева. Демонстрация, начавшаяся как мирный протест, переросла в антикоммунистический погром. Начался разнос здания, с особой яростью уничтожались атрибуты коммунистической символики и портреты Чаушеску. Мебель и оргтехника выбрасывались из окон. Перед зданием был устроен костёр. Думитру Каланча и один из милиционеров были избиты (причём Каланчу били по голове красным флагом). Но при этом насилие имело весьма ограниченный характер: кроме трёх названных эпизодов, подобного не зафиксировано.
К вечеру стихийный бунт, не имевший чёткой программы действий, организации и командования, стал затухать. Сыграло свою роль и методично усиливавшееся милицейское давление. Постепенно люди начали расходиться, а на следующий день в большинстве своём вышли на работу.

### Лидеры стихийного движения
Руководящего центра восстание не имело. Однако некоторые демонстранты стихийно выдвигались как вожаки: 24-летний Аурикэ Дженети (слесарь Steagul Roșu), 26-летний Георге Ницеску (слесарь Steagul Roșu), 24-летний Мариус Никулаеску (слесарь-механик Steagul Roșu), 29-летний Йожеф Фаркаш (токарь Steagul Roșu, по национальности венгр), 26-летний Георге Банчу (токарь Rulmentul Brașov), 24-летний Флорин Мутихак (формовщик Steagul Roșu), 22-летний Флорин Постолаки (слесарь Steagul Roșu), 20-летний Мариус Боэриу (токарь Steagul Roșu), 26-летний Георге Гиэрко (слесарь Steagul Roșu), 26-летняя София Постелнику (фрезеровщица Steagul Roșu), 30-летняя Сесилия Югэнару (фрезеровщица Steagul Roșu), 47-летний Константин Кокан (технолог-контролёр пекарни), 37-летний Георге Захария (слесарь-нормировщик Steagul Roșu), 18-летний Корнел Вулпе (подсобник Steagul Roșu), 19-летний Дэнуц Якоб (подсобник Steagul Roșu), отец и сын Дудук — 55-летний Георге (слесарь-механик Steagul Roșu) и 19-летний Раду (токарь Steagul Roșu), отец и сын Гергей (по национальности венгры) — 39-летний Арпад (литейщик Steagul Roșu) и 18-летний Андраш (подсобник на стройке).
Особое место занимал 51-летний Вернер Зоммерауэр (школьный сантехник, по национальности немец) — диссидент-антикоммунист, организатор свободных профсоюзов, давно находившийся под наблюдением Секуритате. Он был единственным известным участником событий, имевшим к тому времени политический «бэкграунд». Зоммерауэр активно участвовал в разгроме комитета РКП, уничтожении коммунистической символики. Он специально ориентировал рабочих на идеологически выверенные действия, подсказывал технические способы их совершения (например, использование брандспойтов для сбивания портретов Чаушеску). С другой стороны, именно Зоммерауэр уберёг партсекретаря Чебук от физической потасовки с демонстрантами.
Лидерство определялось активностью в событиях. Например, Ницеску призывал к забастовке, Боэриу созывал на демонстрацию, Вулпе достал из парткома знамёна, Захария первым запел «Пробудись, румын!», Дженети собственноручно бил Каланчу, Банчу вышибал дверь в административное здание, Якоб размахивал знаменем и выкрикивал антикоммунистические лозунги. Персональным олицетворением событий стал Дженети. Это сложилось случайно: рабочие носили заводские синие каски, но Дженети на демонстрации надел белую — инженерную, и таким образом оказался в центре внимания.

## Подавление и репрессии
С утра госбезопасность и милиция были приведены в боеготовность. Оперативное командование осуществляли начальник местной Секуритате полковник Думитру Нэтэлецу, начальник милиции генерал Николае Нягу, его заместители полковник Павел Прока и майор Теодор Дамиан. С самого начала за протестующими следили внедрённые агенты Секуритате. Велась фото- и видеосъёмка. Уже утром 15 ноября директор Секуритате генерал армии Юлиан Влад санкционировал «безграничные меры» в отношении восставших брашовцев. По партийной линии первый секретарь Преотяса получал санкцию на силовое подавление лично от Чаушеску.
Вскоре после полудня силы милиции и госбезопасности начали занимать ключевые магистрали и транспортные узлы. Кое-где произошли столкновения, применялся слезоточивый газ (однако без стрельбы боевыми патронами). Вечером в Брашов были стянуты усиленные подразделения. Для руководства карательной операцией в город прибыли начальник II департамента Секуритате генерал-майор Эмиль Макри и начальник Генеральной инспекции милиции генерал-лейтенант Константин Нуцэ.
Крупномасштабных уличных столкновений не происходило. Была избрана иная тактика — постепенное вытеснение протестующих с улиц, затем аресты на рабочих местах и по месту жительства. Всего были арестованы около 300 человек.
Следствие велось чрезвычайно жёсткими методами, на допросах применялись избиения и пытки. О жестоких истязаниях рассказывали впоследствии Георге Ницеску, Георге Гиэрко, Мариус Николаеску, Георге Захария, Дэнуц Якоб и многие другие. Использовались и методы издевательских унижений (например, допрашиваемых заставляли удерживать на носу портреты Чаушеску). Особенной жестокостью отличились начальник следственной службы брашовской милиции капитан Александру Ионаш, следователь милиции капитан Георге Аким, полковник Секуритате Ристя Прибой. 
Исключение было сделано лишь в отношении Зоммерауэра. Прибой, как офицер госбезопасности, занимался диссидентом и с ним — этническим немцем, судьба которого могла вызвать особый интерес властей ФРГ — проявлял определённую корректность. Простые же рабочие были отданы в руки милиции.
Некоторых арестованных доставили в Бухарест. В допросах участвовал глава МВД Тудор Постелнику. По воспоминаниям Мариуса Боэриу, министр угрожал ему пистолетом, требуя назвать «тайных руководителей» восстания (в реальности не существовавших).
Следствие завершилось уже 30 ноября. Судебный процесс курировала министр юстиции Мария Бобу (жена Эмиля Бобу). Приговоры были вынесены заранее — их продиктовал министр Постелнику, специально прибывший в Брашов и вызвавший судью в штаб-квартиру местной Секуритате.
1 декабря на заводе Steagul Roșu было проведено «собрание трудового коллектива». Прозвучали утверждённые в партийных инстанциях «речи пролетарского гнева» — выступавшие осуждали «хулиганов» и требовали самой суровой кары. Функционеры комитета РКП предлагали даже смертную казнь, с особенной яростью выступала Мария Чебук. Конкретное значение имело другое — было вотировано решение (принятое, разумеется, не этим собранием) об увольнении администрации предприятия, «не справившейся с обстановкой». Технический директор Steagul Roșu Ион Ангел и начальник планового отдела Василе Лука были даже привлечены к ответственности и условно осуждены за «необоснованные штрафы».
Секретарь ЦК РКП Эмиль Бобу назвал восстание Брашове «мятежом легионерских элементов». Однако власти предпочли отказаться от политической трактовки событий. На собрании партактива Петре Преотяса сравнил происшедшее с землетрясением. Участников бунта характеризовали как «хулиганов». Обвинения предъявлялись по статье 321 часть 2 Уголовного кодекса СРР: «нарушение общественного порядка и оскорбление общественной морали».

## Суд и приговоры
Судебный процесс состоялся 3 декабря 1987. Председательствовал судья Штефан Панэ, обвинение представлял прокурор Штефан Роман. Заседание длилось всего полтора часа. Наказание, связанное с лишением свободы, получил 61 обвиняемый:
- 4 человека — 3 года
- 12 человек — 2 года 6 месяцев
- 22 человека — 2 года
- 10 человек — 1 год 6 месяцев
- 8 человек — 1 год
- 5 человек — 6 месяцев

Максимальные сроки получили Аурикэ Дженети, Вернер Зоммерауэр, Георге Дудук и Флорин Мутихак.
По судебному определению, отбывать наказание назначалось не в условиях тюремного заключения, а на принудительных работах при депортации из Брашова. Над всеми осуждёнными устанавливался усиленный надзор Секуритате.
91 человек был приговорён к штрафам, 26 — к исправительным работам не в уголовном, а в административном порядке. Несколько человек, в том числе Георге Банчу, были помещены в специальные психбольницы. Несколько десятков рабочих семей депортировались из Брашова.
Приговоры были сравнительно мягкими, особенно если учесть характер режима Чаушеску (на следствии рабочим угрожали 25-летними сроками и высшей мерой). Это объясняется тем, что в конкретной политической ситуации правящая верхушка не была заинтересована в политическом скандале, предпочитала заглушить информацию, не допустить цепной реакции событий. Кроме того, приходилось учитывать международную реакцию. После недавнего заявления Чаушеску об отсутствии в Румынии политических заключённых приговоры по политическим обвинениям создали бы серьёзные осложнения в отношениях с западными странами.
Активная участница бунта София Постелнику не была отдана под суд. Вначале следователи опасались, не является ли она родственницей министра внутренних дел. Это специально проверялось в Бухаресте, выяснилось, что никакого родства нет. Однако следователи не были уверены, как отреагирует министр на звучание своей фамилии.
37-летний Василе Виеру, слесарь Steagul Roșu, приговорённый к 1 году срока, умер в 1988 в результате избиений на допросах. 25-летний Корнел Вулпе, подсобник Steagul Roșu, приговорённый к 2 годам срока, по той той же причине умер в 1994.

## Акции солидарности
На лесотехническом факультете Брашовского университета «Трансильвания» действовала неформальная группа молодых антикоммунистов. Лидером являлся студент Кэтэлин Бия (внук репрессированного священника), его поддерживали Лучиан Силаги и Хория Шербан. Они слушали и распространяли информацию Радио Свободная Европа, изучали опыт антикоммунистической и вообще антидиктаторской борьбы в Румынии (послевоенное повстанчество, шахтёрская забастовка в долине Жиу), Венгрии (восстание 1956 года), Польше (профсоюз Солидарность, проповеди убитого Ежи Попелушко), Чехословакии (Пражская весна), Португалии (Революция гвоздик), Индии (антиколониальное движение).
15 ноября 1987 года Бия, Силаги и Шербан пытались поднять студентов на участие в рабочей демонстрации. Но на их призывы откликнулись лишь несколько десятков человек. Тогда ночью Бия сделал несколько надписей на стенах университета и студенческого общежития: Солидарность! Свобода! Арестованные рабочие не должны умереть. Что мы делаем? 22 ноября Бия вышел в одиночный пикет с плакатом Рабочие не должны умереть. К нему присоединились Силаги и Шербан. Через двадцать минут всех троих арестовала милиция. Допрос Бии вёл лично генерал Нуцэ. Вскоре были арестованы студенты Мариан Лупой, Марин Брынковяну и Михай Торджо, связанные с группой Бии. Все шестеро были отчислены из университета и высланы из Брашова — «за несовместимую со званием учащегося солидарность с хулиганами».
Несмотря на целенаправленное блокирование информации, Брашовское восстание стало известно в стране и мире. Студенты сумели проинформировать ведущую румынскую диссидентку Дойну Корню, находившуюся тогда под домашним арестом. Дойна Корня опубликовала заявление солидарности с «братьями из Брашова». Осенью 1988 года Секуритате отчитывалась о «выявлении и нейтрализации» групп, готовивших выступления в ознаменование годовщины Брашовского восстания (общая численность активистов достигала сотен). Год спустя, в ноябре 1989, акции памяти и поддержки прошли в разных странах мира, в том числе США и СССР.
Вспоминая события в июле 2020, Мариус Боэриу сказал: «Нас спасла солидарность!»

## Последствия
Власти не сделали никаких выводов из бурных событий в Брашове. Были уволены лишь несколько функционеров городского хозяйственного управления и милиции. «Хулиганский инцидент» решили считать исчерпанным. Вся вина за происшедшее возлагалась на протестующих. Политика РКП не претерпела изменений.
Обстановка в стране накалялась. Этому способствовали и брашовские события, которые были восприняты как «день побеждённого страха». Закономерным итогом стал революционный взрыв в декабре 1989 года, свержение режима РКП, казнь Николае и Елены Чаушеску.
Показательно, что на подавление протестов в Тимишоаре были направлены генералы Эмиль Макри и Константин Нуцэ — зарекомендовавшие себя как специалисты в Брашове двухлетней давности. Но в данном случае они уже не смогли справиться с возложенной задачей. Оба были арестованы новыми властями; Нуцэ погиб в декабрьские дни 1989, Макри умер в заключении в 1991.

## Судьбы

### Партийные и карательные функционеры
За расправу над рабочими Брашова никто не был привлечён к ответственности и после революции. Поначалу такие попытки предпринимались в отношении функционеров жудецкого комитета РКП, выступавших с требованиями расправы. Однако все они объяснили свою позицию тем, что якобы подвергались давлению Секуритате, вплоть до угроз убийством (что представляется маловероятным, учитывая руководящее положение партаппарата относительно госбезопасности). Петре Преотяса даже утверждал, будто втайне приложил большие усилия для облегчения участи осуждённых. Многие функционеры стали в послереволюционной Румынии политиками и бизнесменами.
Капитаны милиции Александру Ионаш и Георге Аким продолжали полицейскую службу, получали повышения в должностях и званиях. Ионаш дослужился до генерала МВД; Аким работал адвокатом, преподавал на юрфаке университета, был уличён во взятках за утверждение дипломных работ и осуждён на несколько лет лишения свободы. Полковник Ристя Прибой после упразднения Секуритате служил в новой румынской разведке, был советником премьер-министра Адриана Нэстасе, затем предпринимателем. Прибой даже подавал в суд на Вернера Зоммерауэра, обвиняя его в «клевете» — но проиграл процесс. Первый секретарь Брашовского парткомитета Петре Преотяса стал руководящим менеджером и крупным акционером финансовой компании. Второй секретарь и примар Думитру Каланча состоял в правящей Социал-демократической партии (СДП), занимал административные посты, потом стал бизнес-консультантом. Секретарь по пропаганде Мария Чебук ушла на пенсию, члены её семьи успешно занимаются бизнесом, племянник возглавил брашовское автодорожное управление.
Комментаторы объясняют такую ситуацию целенаправленной политикой первых послереволюционных властей — руководства Фронта национального спасения, президента Иона Илиеску, правительств СДП — которые сами происходят из бывшей коммунистической номенклатуры.

### Участники рабочего восстания
Большинство депортированных участников событий — и рабочие, и студенты — вернулись в Брашов после революции 1989 года. Они пользуются в городе почётом и уважением, многие стали почётными гражданами Брашова. Организуются встречи участников событий с молодёжью.
Особенно известен Аурикэ Дженети (под прозвищем Omul cu cască albă — Человек в белом шлеме). Многие из них стали видными общественными деятелями, некоторые — например, Дэнуц Якуб — предпринимателями в сфере малого и среднего бизнеса. Флорин Постолаки — депутат парламента от Демократической либеральной партии. Кэтэлин Бия — инспектор лесного хозяйства.
С января 1990 в Брашове действует общественная организация Ассоциация 15 ноября 1987 года (A15N). Эта структура проводит памятные мероприятия, оказывает помощь участникам восстания и их семьям. Ассоциация активно выступает и в современных социальных конфликтах на стороне рабочих профсоюзов. В 2002 A15N поддержала протесты против увольнений в компании S.C. ROMAN S.A. — бывший завод Steagul Roșu. С 2015 президентом Ассоциации 15 ноября является Мариус Боэриу.
Вместе с организацией Гражданский альянс и польской «Солидарностью» Ассоциация учредила в Брашове Центр антикоммунистического сопротивления (председатель — Флорин Постолаки). В мероприятиях Центра участвовал Владимир Буковский, назвавший Брашовское восстание «сигналом к падению железного занавеса».

## Память
В городе установлены памятные знаки, один из бульваров назван датой 15 ноября. Широко отмечаются годовщины событий, каждое 15 ноября проводится шествие памяти по маршруту рабочей демонстрации. Устраиваются выставки, проводятся тематические собрания.
Снят документальный фильм Braşov 1987. Doi ani prea devreme — Брашов 1987. На два года раньше. Издана книга историков Мариуса Опри (бывший руководитель Института по расследованию коммунистических преступлений в Румынии) и Стеджарела Олару Ziua care nu se uita (15 noiembrie 1987, Brasov) — День, который не будет забыт (15 ноября 1987, Брашов).
С середины 2010-х, после прихода к власти президента Клауса Йоханниса и партии национал-либералов, стало меняться отношение официальных властей к брашовским событиям 1987 года. 30-летний юбилей Брашовского восстания в ноябре 2017 года имел общенациональный статус. 14 ноября 2017 Военная прокуратура Румынии возбудила уголовное дело — подавление рабочего протеста рассматривается как преступление против человечности.